# Tulipanovac
Tulipanovac (lat. Liriodendron), maleni bljni rod iz porodice magnolijevki. jedini u potporodici Liriodendroideae, koji se sasatoji od dvije vrste bjelogoričnog drveća, jedna raste u Aziji, L. chinense, i druga u Sjevernoj Americi, L. tulipifera

## Vrste
1. Liriodendron chinense (Hemsl.) Sarg.
2. Liriodendron tulipifera L.

## Vanjske poveznice
|  | Zajednički poslužitelj ima još gradiva o temi Liriodendron |
|  | Wikivrste imaju podatke o taksonu Liriodendron             |